# Долинненское сельское поселение
Доли́нненское се́льское поселе́ние (укр. Долинненське сільське поселення, крымскотат. Topçıköy köy yurtu, Топчыкой кой юрту) — муниципальное образование в составе Бахчисарайского района Республики Крым России.

## География
Поселение расположено в центре района, в долине реки Кача в её среднем течении, в пределах Внешней гряды Крымских гор. Граничит на севере с городским поселением Бахчисарай и Ароматненским сельским поселением, на востоке с Железнодорожненским, на западе — с Тенистовским сельскими поселениями и на юге — с землями Нахимовского района Севастополя.
Площадь поселения 53,31 км².
Основные транспортные магистрали: автодороги 35Н-021 «Орловка — Бахчисарай» и 35Н-068 «Долинное — шоссе Симферополь — Севастополь» (по украинской классификации — территориальные автодороги Т-2701 и С-0-10230).

## Население
| 2001  | 2014  | 2015  | 2016  | 2017  | 2018  | 2019  |
| ----- | ----- | ----- | ----- | ----- | ----- | ----- |
| 3000  | ↗3072 | →3072 | ↗3086 | ↗3087 | ↘3029 | ↘3018 |
| 2020  | 2021  |       |       |       |       |       |
| ↗3025 | ↗3109 |       |       |       |       |       |

## Населенные пункты
В состав поселения входят 3 села.
| № | Населённый пункт | Тип населённого пункта       | Население на 2014 год |
| - | ---------------- | ---------------------------- | --------------------- |
| 1 | Долинное         | село, административный центр | ↘1551                 |
| 2 | Новенькое        | село                         | ↗563                  |
| 3 | Фурмановка       | село                         | ↗958                  |

## История
В начале 1920-х годов был образован Топчикойский сельсовет (видимо, постановлением Крымревкома от 8 января 1921 года № 206 «Об изменении административных границ») и на момент всесоюзной переписи населения 1926 года состоял из двух сёл: Аранкой и Топчикой (также в его состав входили железнодорожная казарма № 735 (на 959 км), 4 железнодорожных и 1 шоссейная будка) с населением 910 человек.
Указом Президиума Верховного Совета РСФСР от 21 августа 1945 года Топчикойский сельсовет переименовали в Долинненский сельский совет. С 25 июня 1946 года сельсовет в составе Крымской области РСФСР, а 26 апреля 1954 года Крымская область была передана из состава РСФСР в состав УССР. Время упразднения сельсовета и его включения в состав Подгородненского, а затем Железнодорожненского пока точно не установлено, известно, что на 1 января 1965 года он уже не существовал. Вновь совет, в современном составе, значится в справочнике «Крымская область. Административно-территориальное деление на 1 января 1977 года».
Статус и границы новообразованного сельского поселения установлены Законом Республики Крым от 5 июня 2014 года № 15-ЗРК «Об установлении границ муниципальных образований и статусе муниципальных образований в Республике Крым».